# 박화요비
박화요비(朴火曜飛, 본명: 박레아, 1982년 2월 11일~)는 대한민국의 가수이다. 음악 분야 중 R&B가 주요 활동 분야이다. 화요비는 R&B의 '비'와 이름을 지은 날인 화요일의 '화요'의 합성어이다.
본명은 '박미영'이었다가 '박레아'로 개명하였다. 박화요비의 출생일은 목요일로, 예명의 '화요'가 화요일과는 관계가 없다. 2000년 '박화요비'라는 이름으로 데뷔했으나 2006년 일본에 진출하면서 예명을 '화요비'로 사용하였고 이후 대한민국 내 예명도 '화요비'로 변경하였다. 2017년 소속사를 이전함과 동시에 초심으로 돌아가고자 예명을 다시 ‘박화요비’로 환원하였다.

## 학력
- 포항오천초등학교 졸업 (1994년)
- 포항오천중학교 졸업 (1997년)
- 선정고등학교 졸업 (2000년)
- 동덕여자대학교 실용음악과 중퇴

## 생애
전라북도 군산에서 출생하여 3살 때 군무원이었던 아버지를 따라 포항으로 이사했다. 포항오천초등학교와 오천중학교 그리고 선정고등학교를 나왔으며, 고등학교 2학년 때 포항 MBC 《별이 빛나는 밤에》 노래자랑에서 장원이 되기도 했다. 2000년 동덕여자대학교 실용음악과에 입학했다. 그러나 재학 도중 자퇴했다. 2000년 1집 《My All》로 데뷔하고, 하이원 서울가요대상 신인상을 수상하였다.
2001년 창작 뮤지컬 《바람의 나라》 주인공으로 출연하기도 했다. 2008년에는 리얼 버라이어티 방송 MBC 《우리 결혼했어요》(약칭 우결)에 출연했다.
2007년 가수로서 치명적인 성대 수술을 무사히 마치고라이브 공연들을 하게 되어 많은 관심을 받았는데, 2008년 12월 27일 경희대학교 <평화의 전당>에서 《화요비 콘서트 'To 2009... From 2008'》라는 콘서트를 했다. 2013년 리얼 서바이벌 프로그램 O'live 《마스터셰프 코리아 셀러브리티》에 출연하였다.

## 가수 활동

### 음반
| 1집 My All 1. Intro (Dream) 2. Lie (Radio Ver.) 3. 첫사랑 4. Crazy Love 5. 바람 6. 가시 7. Interlude (Grey) 8. Promise (Duet With. 나얼) 9. Always 10. 후(後) 11. 여기까지만 12. 그런일은 13. Lie (Original Ver.) 14. 전설속의 사랑 (Duet With. 박효신) 2집 Nineteen Plus One 1. 운명 2. 눈물 3. 아침이 온 것처럼... 4. 난(難)... 5. 고백 6. I Need Your Love 7. 다짐 8. 자존심 9. Forever 10. Fly, Fly... 11. All For Your Love 12. Seraph 3집 Because I Love You 1. It`s Alright 2. 어떤가요 3. On & On 4. 도움 5. 이런밤 6. 사랑은 7. Give Me Yo Mind! 8. 끝이 보일때쯤.. 9. If 10. 사랑은 하잖아 11. Change 12. I Can't Never... 4집 Soul Saver 1. 언제라도 2. 연극 3. 당신과의 키스를 세어보아요 4. Dandelion 5. 12시 5분 6. Dryflower 7. Interlude 8. 겨울나비 (Feat. 4Souls) 9. I`ll Be Your Fool 10. 맑음 뒤 흐림 (Feat. 소울스타) 11. 바보 12. Interlude 13. Maze (Feat. 루이) 5집 5˚ 1. 맴맴 돌아 2. 사막을 나는 나비 3. 전화 해 줘요 4. 미안하지만 이렇게 해요 5. Eternally 6. I'm Already Gone 7. 불꽃 8. 습관의 노크 9. 금세 달아나 10. 바람이면 좋겠다 11. Missin' You 12. 문득 그리운 날에 13. Scene 5 14. 36.5° 15. 원 6집 Sunshine 1. 비상 (Intro) 2. 사랑해… 3. 남자는 모른다 4. 딜레마 5. 참 바보 같죠 6. 한걸음도 7. Fly Away 8. 고마웠어요 9. 흐르고 멈추다 (Feat. Untouchable) 10. Long Kiss Good Night (Feat. 수호) 11. 잊고 싶은 것 12. 거짓말 하기 싫어요 | Across the Romantic Bridge (베스트) 1. Can You Tell Me...? 2. 아침이 온 것처럼 3. Lie 4. 어떤가요 5. 고백 6. 이별 7. 애써 8. 눈물 9. 자존심 10. 그런 일은 11. 사랑은 12. 전설속의 사랑 (Duet With 박효신) 13. 도움 14. Promise (Duet With. 나얼) 15. Lie (MR) 16. Can You Tell Me? (MR) 17. 어떤가요 (MR) Kiss in Yesterday (리메이크) 1. Kissing A Fool 2. 백만송이 장미 3. 눈감아봐도 4. 그대가 나에게 5. 약속 6. Ben 7. 빙글빙글 8. 제발 9. Moon River 10. 사랑할수록 11. 조금만 사랑했다면 12. 애이불비 Summer (EP) 1. 장미 2. Pygmalion Effect 3. Kiss Kiss Kiss (Feat. Sleepy) 4. 둘이 하잖아 5. 어린아이 (Feat. Basick) 6. 장미 (Inst.) This Is Love (EP) 1. This Is Love 2. 우리 사랑해요 (Feat. Supreme Team)('우리 결혼했어요' 삽입곡) 3. 반쪽 4. 사랑을 믿지 마세요 5. Bad Lady 6. 반쪽 (Acoustic Ver.) |

7집 Hwayobi
1. Booty Call
2. Bye Bye Bye
3. Ssso What (Feat. Beezino)
4. Baby Gone Baby Gone (Feat. 아웃사이더)
5. 2CreAm NoSuGar
6. 가끔은.. 남자도..
7. More Than Love
8. iLuvMe
9. Zero
10. Cloud 9

나 같은 여자(EP)
1. 나 같은 여자
2. 나쁜 남자
3. U N I
4. 나 같은 여자(Acoustic Guitar Ver.)
5. U N I (Inst.)

Reborn(EP)
1. 2 the sky
2. I'am OK
3. XOXO(Feat. Illinit)
4. With U

I Am(EP)
1. 나는 위험해
2. 난 좋아
3. 난 이렇게 살아
4. 나를 미치게 하는 것 (Feat. Illinit)

가까이서 보니 미인이네(싱글)
1. 가까이서 보니 미인이네(Feat. 우탄)

820211(EP)
1. Prologue
2. 그사람
3. 겨울...그리고 또 겨울
4. 서른셋, 일기
5. 마주보기
6. 그사람(Inst.)
7. 마주보기(Inst.)

연예는 하니..?(싱글)
1. 연예는 하니..?
2. 연예는 하니..?(Inst.)

내 전화 받지 마(싱글)
1. 내 전화 받지 마
2. 내 전화 받지 마(Inst.)

이별 안 해 (싱글)
1. 이별 안 해
2. 이별 안 해 (Inst.)

만 19세 (싱글)
1. 만 19세
2. 만 19세 (Inst.)

바람 같은 그대를 (싱글)
1. 바람 같은 그대를
2. 나의 창문을 열 번 두드리고
3. 바람 같은 그대를 (Inst.)
4. 나의 창문을 열 번 두드리고 (Inst.)

### OST
신 귀공자OST
1. 전설 속의 사랑(Feat.박효신)

패션 70s OST
1. 그림자

스타의 연인 OST
1. 내겐 어려운 그 말
2. 마음속이야기

내눈의 콩깍지 OST
1. 사랑탓

산부인과 OST
1. 늦은사랑

내 사랑 나비부인 OST
1. 그대만 흘러요

남자가 사랑할 때 OST
1. 제자리

오만과 편견 OST
1. 나의 우주

여자를 울려 OST
1. 너도 나처럼

## 주요 출연작

### 뮤지컬
- 바람의 나라(2001년)

### 콘서트
- 박화요비 4집 앨범 발표 기념 콘서트(2004/03/13~2004/03/14)(장충체육관)
- 스캔들 The Scandal - 성시경 & 박화요비(2004/10/30~2004/10/30)(대구시민회관 대극장)
- 박화요비 크리스마스 콘서트 - 당신과의 키스를 세어보아요(2004/12/24~2004/12/25)(장충체육관)
- 05 Lovely Concert[박화요비,바이브,KCM]- 대구(2005/04/24~2005/04/24)(대구시민회관 대극장)
- 박화요비 크리스마스 콘서트 Forever Tonight(2005/12/24~2005/12/25)(장충체육관)
- 박화요비 콘서트 Forever Tonight 2005 - 부산(2005/12/31~2005/12/31)(부산시민회관 대극장)
- 06 화요비 콘서트 - 키스를 닮은 크리스마스(2006/12/24~2006/12/24)(장충체육관)
- 화요비 콘서트_Are You Lady?(2008/05/09~2008/05/10)(성균관대학교 새천년홀)
- To 2009 ... From 2008 화요비(2008/12/27~2008/12/27)(경희대학교 평화의전당)
- Color of Memory(2009/04/04~2009/04/05)(서울 올림픽공원 내 올림픽홀)
- Color of Memory - 대구(2009/04/11~2009/04/12)(수성아트피아 용지홀)
- 화요비 half-time Party(2009/05/30~2009/05/30)(멜론 악스 Melon-AX)
- 아름다운동행 콘서트 바비킴＆화요비 STORY(2009/09/19~2009/09/19)(춘천 투탑시티내 10층 하늘정원 컨벤션웨딩홀)
- 화요비 크리스마스 콘서트 With you(2009/12/24~2009/12/25)(쉐라톤 그랜드 워커힐 호텔 워커힐씨티어)
- 3월의 명작 MASTER CLASS - 화요비(서강대학교 메리홀)(2010/03/20~2010/03/20)
- MTV 싸이월드 뮤직 페스티벌 2011 드림(2011/07/23~2011/07/23)(악스코리아 ,구 유니클로 악스)
- 세가지소원 in 부산 - 김범수, 공일오비, 화요비(2011/07/29~2011/07/29)(부산롯데호텔 3층 크리스탈 볼룸)
- Sweet Spring Benefit Concert(2012/04/14~2012/04/14)(장천아트홀)
- 감성 보컬 영지 콘서트〈영 지 날 다〉(2013/05/26~2013/05/26)(SAC아리랑홀)
- 데뷔35주년기념 2014 심수봉 콘서트〈함께떠나는여행〉- 인천(2014/12/06~2014/12/06)(선학체육관)(게스트)
- 그사람;화요비(2014/12/30~2014/12/31)(코엑스 오디토리움)

### TV 출연
- 2002년 KBS2 《TV는 사랑을 싣고》
- 2016년 MBC 《미스터리 음악쇼 복면가왕》 - 아씨가 타고 있어요! 꽃가마 (73 ~ 74회 출연)

## 수상
- 2000년 하이원 서울가요대상 신인상
- 2002년 코리안 뮤직 어워드 R&B부문가수상
- 2005년 제12회 대한민국 연예예술상 여자 R&B부문가수상
- 2006년 제13회 대한민국 연예예술상 여자 발라드부문가수상
- 2008년 MBC 방송연예대상 특별상 베스트브랜드상